# Lisa Emelia Svensson
Pour les articles homonymes, voir Svensson.
Lisa Emelia Svensson mène une carrière internationale en diplomatie en tant que diplomate suédoise et experte en politiques environnementales et numériques mondiales. Elle a joué un rôle de premier plan dans la définition du dialogue politique sur l’environnement, les affaires numériques et la réforme stratégique de structures institutionnelles complexes.
Actuellement, Svensson est conseillère ministérielle à la Mission permanente de la Suède à Genève. À partir de 2016, elle a travaillé au Programme des Nations unies pour l’environnement en tant que cheffe de la branche marine. Elle a précédemment été l’ambassadrice de son pays pour les océans et l’eau. Depuis 2010, elle était l’ambassadrice de Suède pour la responsabilité sociétale des entreprises.

## Jeunesse et formation
Svensson et ses quatre frères et sœurs ont grandi dans un environnement rural davantage tourné vers la mer que vers leur foyer en Bohuslän. Le Bohuslän est la province la plus à l’ouest de la Suède, à la frontière de la Norvège. Svensson a fréquenté le Gymnasium LM Engström à Göteborg. En 2024, l’école a célébré son centenaire, avec la participation de Svensson.
En 2000, Lisa Emelia Svensson a obtenu un Master of Science en économie politique et un Master of Science en géographie humaine à l’Université de Gothenburg, École des sciences économiques et commerciales.
En 2008, elle a obtenu un Doctorat en philosophie (PhD) de la même université, spécialité économie politique. Ses recherches de doctorat portaient sur les stratégies gouvernementales de croissance économique via des programmes d’action et l’apprentissage par les pairs,,.
De 2007 à 2008, Svensson a été diplomate résidente à la Paul H. Nitze School of Advanced International Studies (SAIS) de l’Université Johns Hopkins à Washington, D.C,. En 2008, elle a publié le livre Combating Climate Change: A Transatlantic Approach to Common Solutions, décrivant l’état d’avancement issu d’une conférence de 2007 intitulée « California–European Dialogue on Climate Change » à Johns Hopkins University,.
Lisa Emelia Svensson a été désignée « Talent of the Year » en 2008.
En 2018, elle a figuré parmi les thought leaders de Silicon Republic reconnus comme moteurs de changement.
Bourses :
- Fondation Suède-Amérique (2007)
- Académie royale suédoise des sciences de l’ingénierie (2007)
- Fondation Dr Marcus Wallenberg pour l’éducation à l’international (2007)
- Fondation Hans Werthen (2007)

## Carrière
En 2002, Lisa Emelia Svensson a intégré le service diplomatique suédois.
Depuis 2000, elle a travaillé pour Business Sweden à New York (États-Unis). Auparavant, depuis 1997, elle était gestionnaire de projet pour Göteborg & Co (Suède), chargée d’analyses quantitatives et qualitatives pour la région de Göteborg — Bohuslän.
En 2004, elle a rejoint l’Ambassade de Suède à Washington, D.C. en tant qu’attachée commerciale pour les affaires environnementales, responsable du programme environnemental pour la Maison de Suède à Washington, D.C. (États-Unis).
En 2008, Svensson est revenue au Ministère des Affaires étrangères suédois. La même année, elle a rejoint la Commission européenne, Direction générale du commerce, en tant qu’experte nationale en commerce et négociatrice en chef pour la partie Commerce et Développement durable des accords de libre-échange de l’UE (ALE-UE) et des accords de partenariat économique. Elle a négocié les chapitres Commerce et Développement durable dans les ALE-UE avec Singapour, ainsi que les accords de partenariat économique avec l’Afrique, les Caraïbes et le Pacifique.
Elle a été membre du comité consultatif scientifique du Lighthouse Maritime Cluster à l’Université Chalmers de Technologie à Göteborg (Suède), et membre de la délégation du Baltic Sea Fund à Åland (Finlande).
Depuis 2012, Svensson occupe le poste d’ambassadrice pour l’Environnement, les Océans et l’Eau au ministère suédois de l’Environnement. Elle a joué un rôle déterminant dans la préparation de la 1re Conférence des Nations unies sur les océans, co-organisée par la Suède et Fidji en 2017,,,.
En 2015, Svensson a soutenu le Secrétariat du Conseil de sécurité de l’ONU pour la Suède et a fourni des orientations stratégiques dans la constitution d’alliances et de partenariats sur l’économie bleue et l’adaptation au changement climatique. Elle a participé à des négociations avec les petits États insulaires en développement et les nations côtières africaines, soulignant la nécessité d’infrastructures vertes et de résilience au changement climatique,.
De 2014 à 2016, elle a siégé au conseil d’administration du Centre MISTRA pour les marchés durables à la Stockholm School of Economics (Suède).
À partir de 2016, Svensson a travaillé pour le Programme des Nations unies pour l’environnement, tout en étant en congé sans solde de deux ans et en ayant deux enfants. Elle a dirigé des travaux sur les enjeux marins mondiaux, notamment la pollution marine, les récifs coralliens, l’économie bleue durable, la connexion entre océans et changement climatique et la gouvernance des océans,,,,,.
Svensson a également contribué à la campagne « Clean Seas » (BBC Plastic Pollution) qui a mobilisé gouvernements et secteur privé pour lutter contre la pollution marine,,,.
Elle s’est engagée dans des partenariats public-privé pour des solutions durables,,,,.
Elle a été conseillère pour la Décennie des sciences océaniques de l’ONU et pour le Centre national des sciences de Suède à Göteborg (Suède),,.
En 2017, elle a contribué au Handbook on the Economics and Management of Sustainable Oceans, publié par Edward Elgar Publishing Ltd. De 2017 à 2019, elle a été membre du China Council for International Cooperation on Environment and Development (CCICED) à Beijing (Chine).
Elle milite pour le rôle des femmes dans la gestion de l’environnement côtier,,.
Entre 2021 et 2025, Svensson a servi au Ministère des Affaires étrangères en tant que directrice adjointe, et à partir de 2023 en tant que conseillère pour la cybersécurité et les affaires numériques mondiales,.
Elle a développé des partenariats avec le secteur privé et la société civile. Elle a lancé un partenariat public-privé avec Microsoft, l’UIT et Global Forum for Cyber Expertise.
Elle a été nommée présidente par le Ministère des Affaires étrangères du Swedish-American Exchange Fund du bicentenaire, pour l’échange de personnes entre les États-Unis et la Suède, établi par une loi du Parlement suédois en 1976.
Elle a soutenu l’OCDE à Paris (France) dans le cadre de l’initiative « Sustainable Ocean for All »,, et elle a été membre du conseil d’administration du Technology Centre for Environment and Ocean du Forum économique mondial à Oslo (Norvège).
Depuis 2025, Svensson est conseillère ministérielle à la Mission permanente de la Suède à Genève, représentant la Suède au sein du Groupe de Genève, incluant la réforme de la gouvernance stratégique, la supervision du système des Nations unies et les affaires environnementales.